# Парламентские выборы в Сан-Марино (2016)
Парламентские выборы в Сан-Марино 2016 года проходили 20 ноября. На них на 4-летний срок избирались 60 членов XXVIII Генерального совета Сан-Марино. Второй тур проходил 4 декабря 2016 года.

## Избирательная система
Члены Генерального совета Сан-Марино избираются на основе пропорционального представительства, места распределяются по методу Д’Ондта. Процентный барьер рассчитывается путём умножения количества участвующих в выборах партий на 0,4, учитывая, что барьер не должен превышать 3,5 %. Затем если не одна из коалиций не набрала больше 30 мест проводится второй тур между коалициями занявишими 1 и 2 места.

## Участники
Перед выборами прошла перегруппировка политических сил страны вместо старых коалиций «Сан-Марино Общее благо», «Согласие ради страны» и «Активные граждане» главными конкурентами стали три новые коалиции:
- «Сан-Марино превыше всего», объединяющая две правоцентристские и две социал-демократические партии;
- Adesso.sm, объединяющая «Демократических социалистических левых» (список вокруг Объединённых левых), левое движение Civico 10 и центристскую «Республику будущего» (союз христианско-демократической и либеральной партий);
- «Демократия в движении» — левая, выступающая за прямую демократию и защиту окружающей среды.

## Результаты
| Коалиция                                  | Партия                                                                                          | Голоса | %     | Предварительное число Мест | +/-   | Голосов за коалицию | % за коалицию | Мест после 2 тура | Изменение мест |
| ----------------------------------------- | ----------------------------------------------------------------------------------------------- | ------ | ----- | -------------------------- | ----- | ------------------- | ------------- | ----------------- | -------------- |
| Сан-Марино Общее благо                    | Сан-Маринская христианско-демократическая партия                                                | 4752   | 24,46 | 16                         | -5    |                     |               | 10                | -11            |
| Сан-Марино Общее благо                    | Социалистическая партия                                                                         | 1496   | 7,70  | 5                          | -2    |                     |               | 3                 | -4             |
| Сан-Марино Общее благо                    | Партия социалистов и демократов                                                                 | 1392   | 7,17  | 4                          | -6    |                     |               | 3                 | -7             |
| Сан-Марино Общее благо                    | Сан-маринцы (NS-SsC)                                                                            | 414    | 2,13  | 0                          | 0     |                     |               |                   |                |
| Сан-Марино Общее благо                    | Прямые голоса за коалицию, Голоса во 2 туре                                                     | 44     | 0,23  | 0                          | -     |                     |               |                   |                |
| Сан-Марино Общее благо                    | Всего                                                                                           | 8098   | 41,68 | 25                         | -13   | 6889                | 42,91         | 16                | -22            |
| Adesso.sm                                 | Демократические социалистические левые (Объединённые левые- Прогрессивисты и реформисты-LabDem) | 2352   | 12,11 | 8                          | +3    |                     |               | 14                | +9             |
| Adesso.sm                                 | Республика будущего (Народный альянс-Союз за Республику)                                        | 1865   | 9,60  | 6                          | -3    |                     |               | 11                | +6             |
| Adesso.sm                                 | Движение Civico 10                                                                              | 1800   | 9,27  | 6                          | +2    |                     |               | 10                | +6             |
| Adesso.sm                                 | Прямые голоса за коалицию                                                                       | 88     | 0,45  | 0                          | -     |                     |               |                   |                |
| Adesso.sm                                 | Всего                                                                                           | 6105   | 31,43 | 20                         | +2    | 9482                | 57,2          | 35                | +21            |
| Демократия в движении                     | Движение RETE                                                                                   | 3561   | 18,33 | 12                         | +8    |                     |               | 8                 | +4             |
| Демократия в движении                     | Демократическое движение Сан-Марино вместе                                                      | 872    | 4,49  | 3                          | новая |                     |               | 1                 | новая          |
| Демократия в движении                     | Прямые голоса за коалицию                                                                       | 70     | 0.36  | 0                          | -     |                     |               |                   |                |
| Демократия в движении                     | Всего                                                                                           | 4503   | 23,18 | 15                         | +11   |                     |               | 9                 | +4             |
| Список свободных людей                    | Список свободных людей                                                                          | 412    | 2,12  | 0                          | новая |                     |               |                   |                |
| Сан-маринское демократическое возрождение | Сан-маринское демократическое возрождение                                                       | 309    | 1,59  | 0                          | новая |                     |               |                   |                |
| Недействительных/пустых бюллетеней        | Недействительных/пустых бюллетеней                                                              | 849    | -     | -                          | -     | 653                 |               |                   |                |
| Всего                                     | Всего                                                                                           | 20 276 | 100   | 60                         | 0     | 17 024              | 100           | 60                | 0              |
| Зарегистрированных избирателей/Явка       | Зарегистрированных избирателей/Явка                                                             | 33 985 | 59,66 | -                          | -     | 33 985              | 50,01         | -                 | -              |
| Источник: Правительство Сан-Марино        |                                                                                                 |        |       |                            |       |                     |               |                   |                |

## Второй тур
Поскольку ни один из блоков не получил большинства, 4 декабря был проведён дополнительный второй тур между двумя ведущими коалициями. В нём победу одержал уже левоцентристский блок Adesso.sm с почти 58 % (9482) (10,3,3) голосов против 42 % (6889) (14,11,10) у «Сан-Марино превыше всего». Участник третьей коалиции получили (8 и 1 место)